# 蝾螈碱
蝾螈碱是火蠑螈（Salamandra salamandra）皮肤腺分泌物中主要的甾体生物碱，是剧毒的神经毒素，会使脊椎动物发生强烈的肌肉抽搐、高血压以及换气过度。